# Tokugawa Masako
Tokugawa Masako (徳川和子 (Đức Xuyên Hòa Tử) 23 tháng 11 năm 1607 – 2 tháng 8 năm 1678), ấu danh Kazu-ko (和子 (Hòa Tử)/ かず子), thông gọi Hoà Cơ (和姫; Kazuhime; công chúa Kazu); là hoàng hậu của Thiên hoàng Go-Mizunoo. Bà là con gái của Tokugawa Hidetada - Tướng Quân thứ hai của Mạc phủ Tokugawa trong lịch sử Nhật Bản.

## Lịch sử
- 1620 (năm Genna thứ 6): Tokugawa Masako tiến cung với tư cách là phối ngẫu của Thiên hoàng Go-Mizunoo. Mặc dù Thiên hoàng trước đó đã có 1 Chính thất, nhưng cuộc hôn nhân giữa ông với Tokugawa Masako đã được tổ chức rất long trọng nhằm đảm bảo danh dự cho nhà Tokugawa.[2]
- 1624: Tokugawa Masako được phong làm chūgū (中宮 (Trung cung)?) và trở thành vị Chính thất thứ hai của Thiên hoàng. Bà là vị chính phối đầu tiên nắm giữ danh hiệu này kể từ thời Thiên hoàng Go-Hanazono.[3]
- 1629: Khi Thiên hoàng Go-Mizunoo thoái vị năm 1629, Tokugawa Masako được ban viện hiệu là Tōfuku mon-in (東福門院 (Đông Phúc Môn viện)?).[4]

Con gái của Tokugawa Masako, Nội Thân vương Okiko, đã kế vị cha lên ngôi Hoa cúc với tư cách là Thiên hoàng Meishou. Kế vị Meishou là hai người em cùng cha khác mẹ. Những vị Hoàng tử này sau được biết đến là 2 vị Thiên hoàng Go-Kōmyō và Go-Sai. Cả hai đã được Tokugawa Masako nuôi dưỡng và coi họ như con ruột của mình.

## Thành tựu
Bà đã sử dụng sự giàu có của mình để tập hợp Edo và Kyoto. Bà cũng đã sử dụng nó để khôi phục các tòa nhà quan trọng đã bị hư hại trong những năm trước chiến tranh. Nhiều người trong số các phục hồi ban đầu được ghi công anh trai của bà - Tướng Quân Iemitsu, hoặc chồng bà, nhưng bà cũng được ghi nhận trong các tài liệu gần đây. Bà cũng sử dụng tài sản của mình để làm đại diện cho gia tộc Tokugawa.

## Gia quyến
- Thân phụ: Tokugawa Hidetada
- Thân mẫu: Oeyo
- Phối ngẫu: Thiên hoàng Go-Mizunoo
- Hậu duệ: 
  - Nội Thân vương Okiko (女一宮興子内親王 Onna-ichi-no-miya Okiko Naishinnō?, 1624–1696), tức Thiên hoàng Meishō sau này.
  - Công chúa không rõ (女二宮 Onna-ni-no-miya?, 1625–1651) kết hôn với Konoe Hisatsugu.
  - Thân vương Sukehito (高仁親王 Sukehito Shinnō?, 1626–1628).
  - Thân vương Waka (若宮 Waka-no-miya?, 1628).
  - Nội Thân vương Akiko (女三宮昭子内親王 Onna-San-no-miya Akiko Naishinnō?, 1629–1675).
  - Nội Thân vương Yoshiko (女五宮賀子内親王 Onna-Go-no-Miya Yoshiko Naishinnō?, 1632–1696) kết hôn với Nijō Mitsuhira.
  - Công chúa Kiku (菊宮 Kiku-no-miya?, 1633–1634).
- Con nuôi: 
  - Thiên hoàng Go-Kōmyō
  - Thiên hoàng Go-Sai

## Năng khiếu
Bà là một người bảo trợ của nghệ thuật. Bà sưu tầm đồ cổ cũng như nghệ thuật đương đại. Bà cũng có kỹ năng viết thư pháp và say mê thơ.